# اورتلو
اورتلو روستایی است که در استان اردبیل، شهرستان پارس‌آباد، بخش مرکزی، دهستان ساوالان قرار دارد.این روستا اصالتا همگی از تیره گوشلو که زیر شاخه ی طایفه بزرگ بیگدیلو(بیگدلی. بیگدللو) می باشند. البته چندین خانوار از طایفه بزرگ گیگلو به این روستا مهاجرت کرده اند که همگی از یک خانواده هستند و جد مشترک دارند. شهرت های آنها به ترتیب حروف الفبا عبارتند از: آذروند. رستمی. رستم زاده. شیرین. صفرزاده. صحرایی (گیگلو). علیزاده. عزیززاده. عبداله زاده. فرهودی. مددزاده. نظری. 

## جمعیت
بر اساس سرشماری سال ۱۳۸۵ جمعیت این روستا ۲۳۳ نفر با ۳۶ خانوار بوده‌است.